# Harald Worreschk

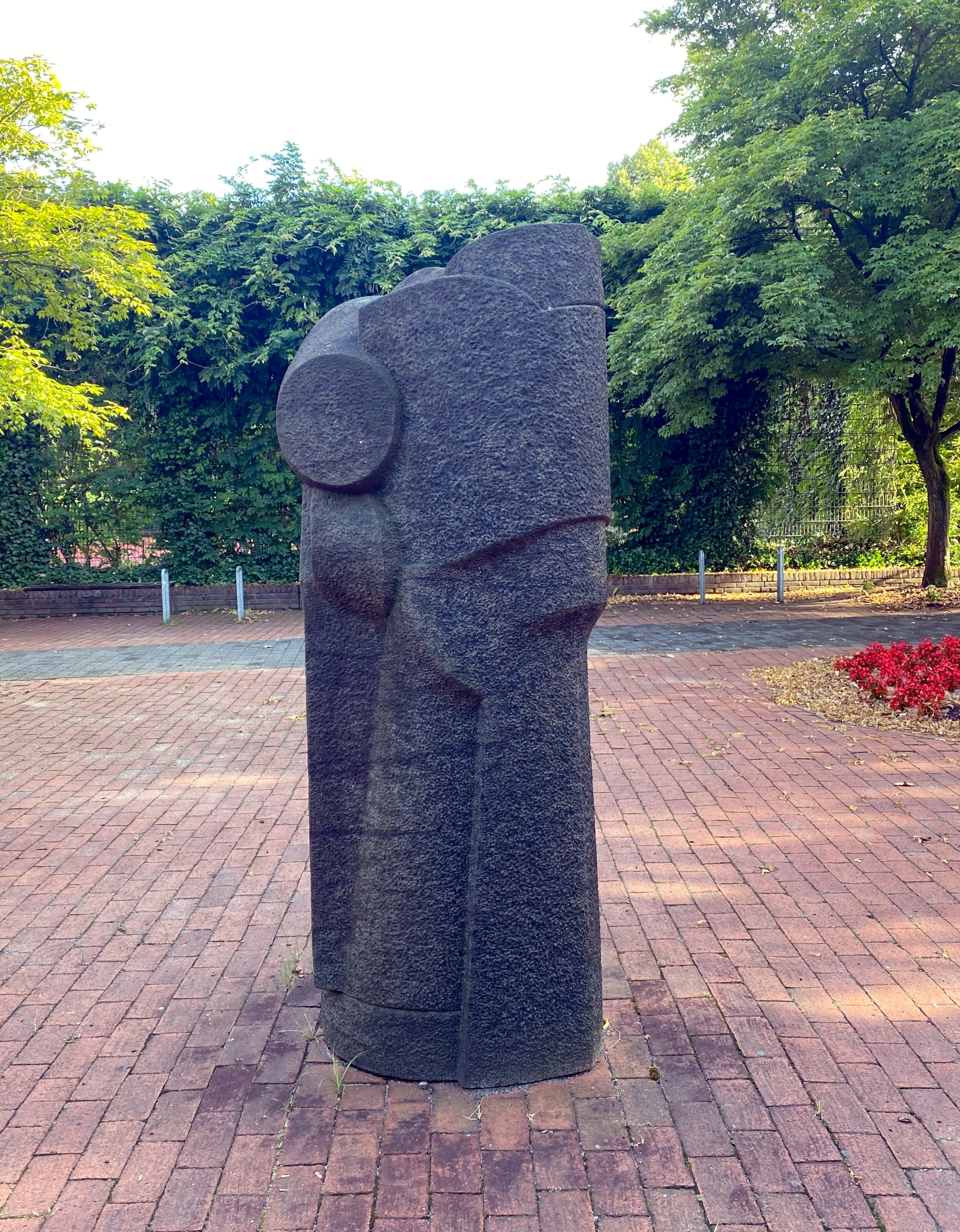
Ohne Titel, 7-teilige Steinskulptur aus Diabas von 1980/81

Harald Worreschk (* 1946 in Neheim-Hüsten) ist ein deutscher Bildhauer.

## Leben

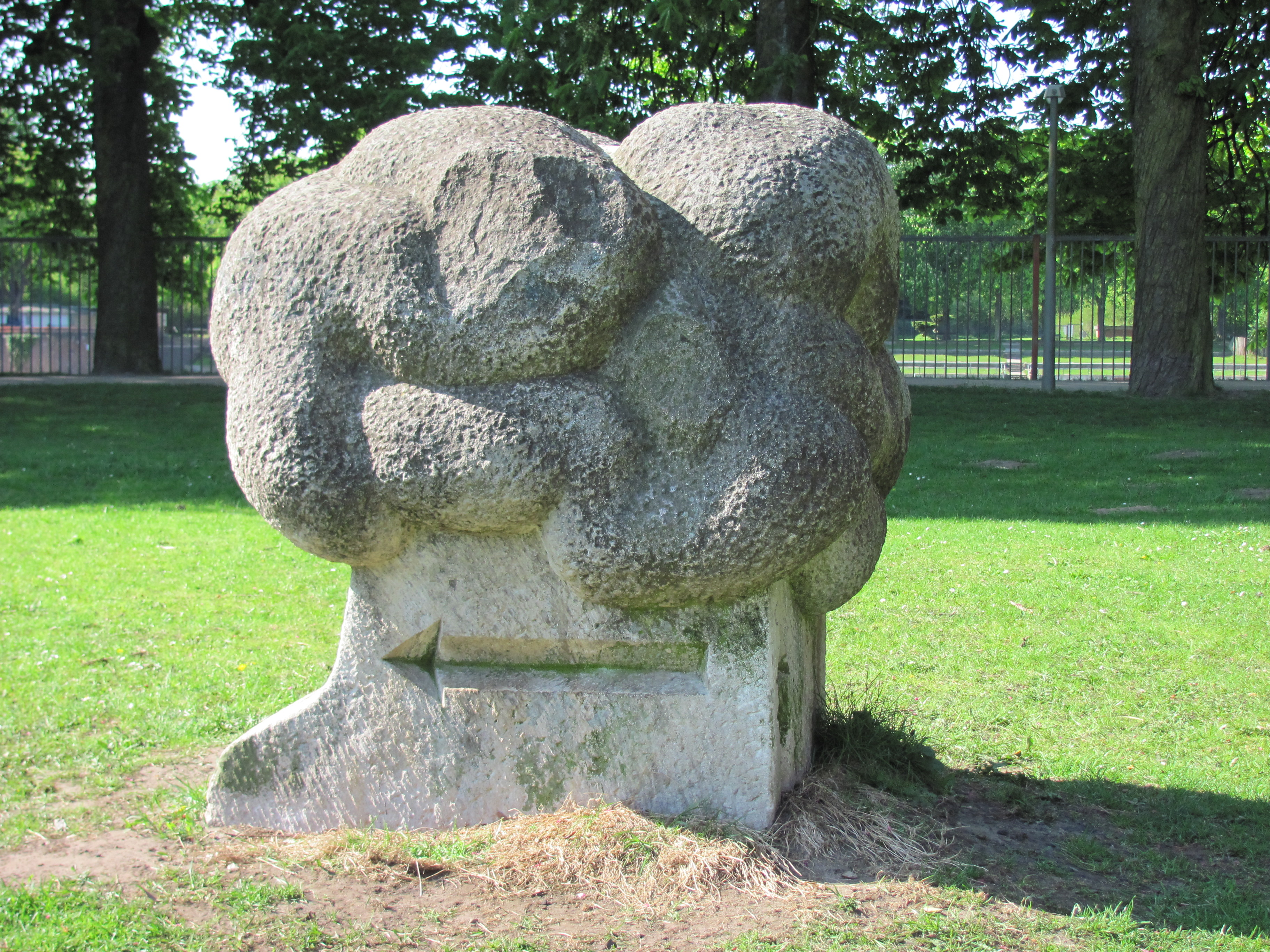
Ohne Titel, Muschelkalk, 1970, Hamburger Stadtpark

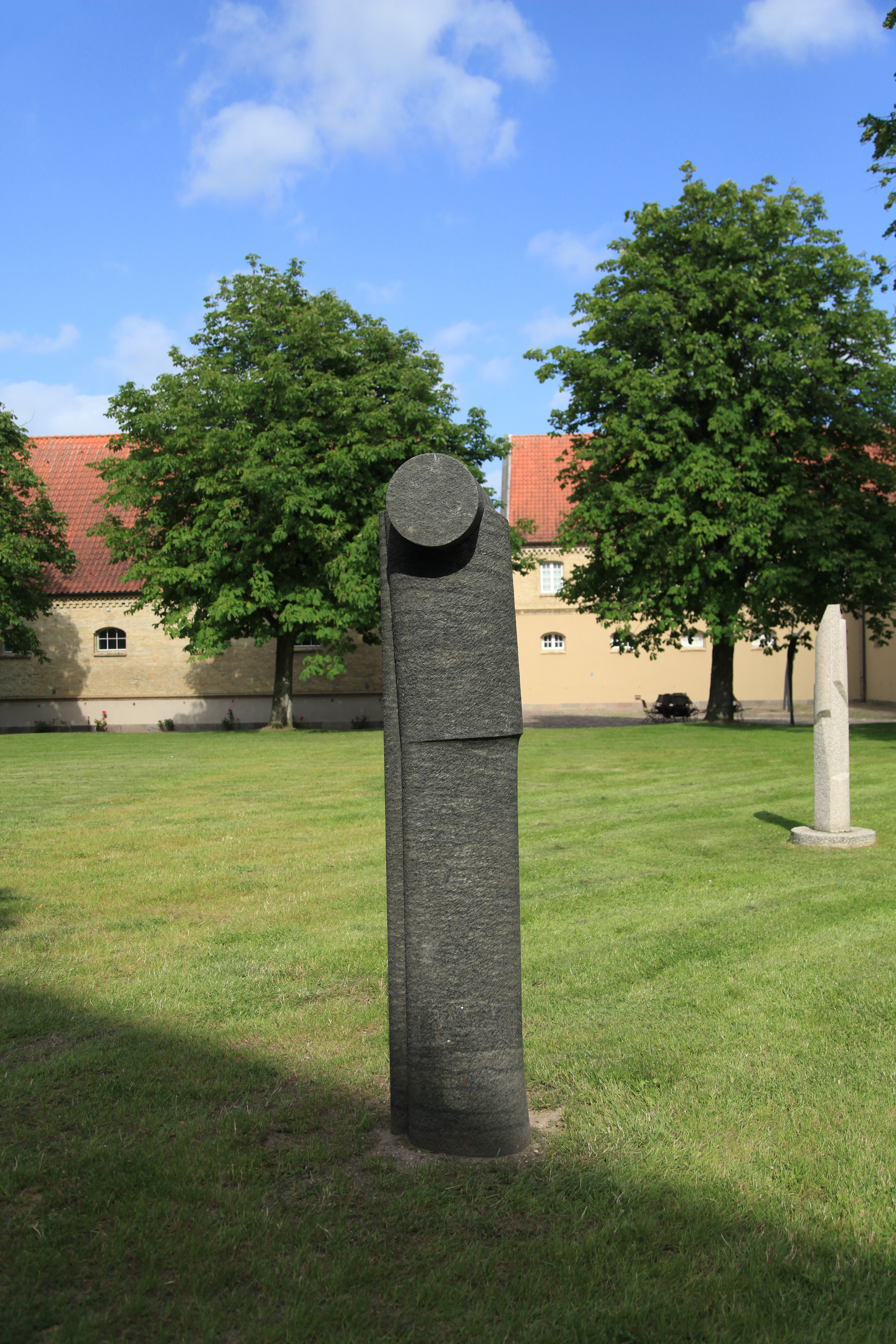
Stoische Figur, Diabas, 1990–1992, Skulpturenpark Schloss Gottorf

Harald Worreschk wurde 1946 in Neheim-Hüsten geboren. Von 1966 bis 1973 studierte er Bildhauerei an der Hochschule für Bildende Künste Hamburg, bei Gustav Seitz und Jochen Hiltmann. Seit 1973 ist er freiberuflich in Hamburg tätig. 1983 bekam Harald Worreschk einen Lehrauftrag im Department Architektur der Hochschule für Angewandte Wissenschaften Hamburg und hat mittlerweile auch einen Lehrauftrag an der HafenCity Universität Hamburg.
Worreschk lebt und arbeitet in Hamburg und ist Mitglied im BBK Hamburg.

## Ausstellungen
- 2005: NordArt Kunstwerk Carlshütte, Büdelsdorf[2]
- 2011: NordArt Kunstwerk Carlshütte, Büdelsdorf[3]
- 2012: NordArt Kunstwerk Carlshütte, Büdelsdorf[3]

## Werk
Werke von Harald Worreschk sind im öffentlichen Raum zu finden beispielsweise:
- 1970: Ohne Titel, Muschelkalk, Hamburger Stadtpark[1]
- 1971: Platzgestaltung, Anröcher Dolomit, Kiel[1]
- 1976: Ohne Titel, Diabas, Hamburg[1]
- 1980–1988: Sockel, Diabas, Skulpturenpark Schloss Gottorf[1]
- 1980er: Leitungen, Diabas, Heide[1]
- 1989: Steinhauerhaus, Granitporphyr, Skulpturengarten der NordArt[1]